# Juan José Morales (militar)
Juan José Morales B. (¿?, Omoa, Honduras-1847, ibidem) fue un militar y político hondureño que llegó a ocupar el cargo de presidente del Consejo de Ministros de Regencia, comandante general de las Fuerzas Armadas de Honduras, ministro de Relaciones Exteriores y ministro de Guerra. Formó parte del Ejército Aliado Protector de la Ley y posteriormente ocupó relevantes cargos políticos en la naciente República de Honduras.
Como ministro de Relaciones Exteriores participó activamente en los conflictos territoriales con la Corona británica durante el siglo XIX, especialmente frente a las acciones del superintendente de Belice(entonces llamada Honduras Británica), en defensa de la soberanía sobre la costa atlántica e islas adyacentes de Honduras y el resto de Centro América.
También se destacó en varias batallas siendo un comandante reconocido por su  destreza en el manejo de sus topas. Se destaca su triunfo contra las fuerzas militares del líder nicaragüense Fruto Chamorro en 1844 en Nacaome.
Nota: También era conocido como Juan Morales o José Morales.

## Datos personales
Se desconocen los datos precisos sobre su lugar y su fecha de nacimiento, aunque algunas fuentes indican que nació en el puerto de Omoa. No se cuenta con registros de educación formal, pero su correspondencia evidencia dominio del lenguaje y conocimientos diplomáticos. Contrajo matrimonio con Buenaventura Cruz, también conocida como Ventura Cruz, con quien tuvo cinco hijas. Morales falleció el 26 de septiembre de 1847 en el ejercicio de sus funciones como comandante militar. Su viuda solicitó en 1854 el pago de su montepío, el cual fue aprobado por el gobierno del presidente José Trinidad Cabañas.
Una de sus hijas, Inés Morales Cruz, contrajo matrimonio con José María Reynaud, secretario municipal de San Pedro Sula. Reynaud era hijo de Pierre Reynaud, comerciante originario del Reino de Cerdeña y cónsul en Honduras, quien impulsó la migración europea a Centroamérica según registros municipales de San Pedro Sula, Omoa y Archivos Nacionales de Honduras.

## Trayectoria militar y política
Inició su carrera militar en el fuerte de Omoa durante el periodo colonial. Tras la independencia de Centroamérica, se integró al ejército de la República Federal. En 1832 se unió al Ejército Protector de la Ley liderado por Francisco Ferrera, a quien siguió luego en oposición a las fuerzas morazanistas. Participó como edecán en la Batalla del Espíritu Santo (1839), como parte del Ejército de la Alianza de Honduras y Nicaragua. Fue el encargado de entablar comunicaciones y negociar con las fuerzas de Morazán.
En 1840 fue nombrado Comandante General de las Fuerzas Armadas de Honduras, con sede en el fuerte de San Fernando de Omoa.

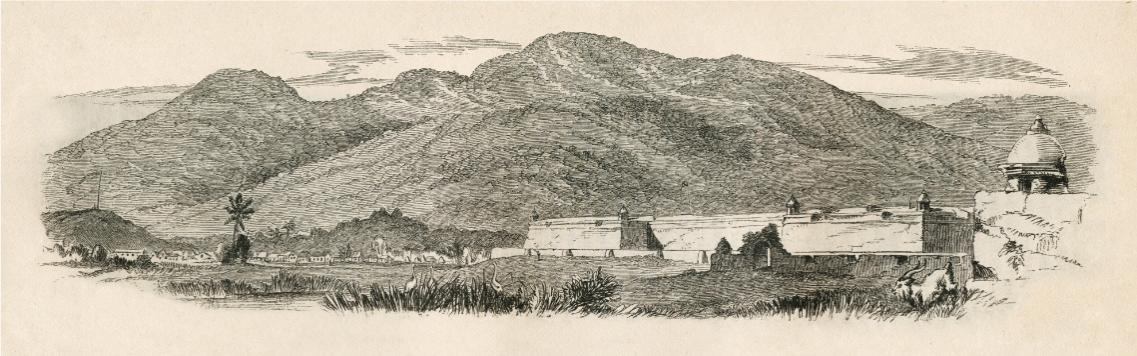
Vista de la Fortaleza de San Fernando desde el pueblo de Omoa a mitades del

## Cargos públicos
- Comandante general de las Fuerzas Armadas de Honduras (27 de noviembre de 1840).[5]
- Ministro de Relaciones Exteriores (1841-1845).[3]
- Jefe político de Comayagua (1841).[6]
- Alcalde del distrito de San Pedro de Usula (1843).[3]
- Presidente del Consejo de Ministros en Regencia (1 de enero al 23 de febrero de 1843), desempeñando como ministro de Guerra y de Relaciones Exteriores. Este consejo lo integró junto con José Julián Tercero y el general Casto José Alvarado.[2]
- Ministro de Guerra (22 de abril de 1843).
- Diputado del Congreso de Honduras (1844).[7]

## Conflicto diplomático con Gran Bretaña
En 1841, Morales asumió el liderazgo de la postura hondureña frente a los intentos de expansión británicos de anexar territorios caribeños mediante el autoproclamado "Rey Mosco" de la tribu miskita que buscaba crear un estado llamado el Reino de la Mosquitia que fuera súbdito a su vez de la corona británica. El 31 de diciembre de ese año, Morales envió una carta al superintendente Alexander Macdonald rechazando la autoridad de cualquier gobierno extranjero en el litoral oriental y afirmando la soberanía de Honduras conforme a la Constitución de 1839. También solicitó la evacuación de Roatán, Guanaja y Utila.
Nota: Cabe destacar que la actual ciudad conocida como Coxen Hole en Roatán anteriormente fue llamada Port MacDonald en honor al superintendente de Belice que en aquel entonces la invadió.
El gobierno hondureño, a través de Morales, buscó coordinar una postura común con Guatemala y Nicaragua, en oposición a los intereses británicos.
Véase apartado de "Intercambio de Correspondencia".

Mapa en inglés de las posesiones inglesas en 1850 mostrando Greytown en vez de San Juan del Norte en Nicaragua

#### Acciones principales de Juan Morales
- Rechazo a las pretensiones británicas: En una carta al superintendente de Belice, Alejandro (Alexander en inglés) Macdonald (31 de diciembre de 1841), Morales negó la existencia de una "nación mosquita" y reafirmó los límites hondureños según la Constitución de 1839.[8]
- Coordinación con Guatemala y Nicaragua: Promovió una alianza centroamericana para exigir reparaciones a Gran Bretaña.
- Defensa de las Islas de la Bahía: Denunció la ocupación ilegal de Roatán, Guanaja y Útila por parte del Superintendente de Belice en 1839.[8]

### Desarrollo de los hechos
En San Juan del Norte, en agosto de 1841, el Superintendente de Belice y el "Rey de los Misquitos" o "Rey Mosco" desembarcó con un contingente militar para exigir a las autoridades nicaragüenses documentos que, según ellos, probarían que esos puntos pertenecían al "Rey Mosco". También realizaron acciones similares en otros lugares como Boca-Toro, Salt Creek y la Isla de San Andrés.
Las autoridades nicaragüenses, como el Administrador de la Aduana Marítima, teniente coronel Manuel Quijano, protestaron este hecho, el cual consideraban una violación de tratados y un atentado contra la integridad territorial de Nicaragua.
Tanto Honduras como Guatemala consideraron este suceso como un "ultraje inferido a la Nación Centroamericana" por lo que sus respectivos gobiernos buscaron el castigo para los responsables apelando a la diplomacia esperando que la Reina Victoria pusiera un fin a estos atentados contra la soberanía de las naciones centroamericanas.
La principal motivación británica para su incursión en San Juan del Norte y su apoyo al "Rey Mosco" era asegurar el control sobre la desembocadura del río San Juan, que era visto como la ruta más viable para la construcción de un canal interoceánico. En ese momento, la idea de un canal a través de Centroamérica ya era de gran interés para las potencias mundiales.
El control británico sobre San Juan del Norte, llevó a un cambio de nombre del pueblo a "Greytown" (también escrito "Graytown" en algunos documentos).
Este nombre fue adoptado en honor a Charles Grey, quien fue gobernador de Jamaica y, por extensión, tenía jurisdicción sobre Belice y la Costa de Mosquitos en ese momento.
Estos hechos indignaron a los estados centroamericanos que en una única voz protestaron por tales arbitrariedades, Juan José Morales siendo de los más entregados defensores de la soberanía de las naciones centroamericanas.

#### Documentos destacados
Respuesta a Macdonald (Carta del 10 de noviembre de 1841):

"Los límites de Honduras están claramente demarcados... No existe monarquía alguna en la Costa de Mosquitos, solo tribus dispersas."

Apoyo a la misión diplomática de Alejandro Marure (1842): Honduras respaldó el envío de un representante a Londres para exigir reparaciones.
Véase apartado de "Intercambio de Correspondencia".

### Repercusiones del conflicto
Este conflicto duró por décadas después de su inicio y con los cambios de gobiernos centroamericanos, y las presiones extranjeras los territorios que se disputaron siguieron siendo reclamados por sus respectivos países, aunque en gran medida manejados extraoficialmente como posesiones británicas hasta que los acuerdos con EUA a mitades del siglo XIX terminaron de resolver estas disputas territoriales en gran medida.
Juan José Morales muere en medio de estas batallas diplomáticas en 1847 por lo que él nunca llegó a ver la resolución favorable a Honduras en su vida.

## Decreto de amnistía
En 1842, impulsó un decreto de amnistía para personas expulsadas durante el periodo morazanista, entre ellas comunidades afrodescendientes que habían apoyado propuestas políticas contrarias al régimen anterior, como el intento de re-anexión a España de 1831-1832 también llamado Plan Restaurador impulsado por Vicente Domínguez. Este decreto les permitió regresar a zonas como Omoa y Trujillo.

## División territorial
En 1843, como jefe político de Comayagua, propuso la separación del distrito de Goascorán y su anexión al departamento de Choluteca, y los pueblos de Curaren, Alubaren y Reytoca anexados al distrito de Nacaome sentando precedentes para la posterior creación del departamento de Valle.

## Tributación en San Pedro de Usula
En 1843, en calidad de alcalde, elaboró el "Plan de Propios y Arbitrios de San Pedro de Usula", el cual estableció impuestos municipales como forma de financiamiento local. Se incluían tributos por venta de ganado, bebidas alcohólicas y otras actividades comerciales.

## Batalla de Nacaome
En 1844 los cambios de legislación de tendencia liberal del Presidente Francisco Ferrera en Honduras le habían traído el descontento de las poblaciones indígenas que en el periodo del Imperio Español había gozado de privilegios, entre esos privilegios era su excepción del pago de impuestos; Los Indios de Texiguat no vieron con buenos ojos estos cambios que ellos esperaban que no se dieran con un gobierno que se perfilaba como conservador frente al de Morazán, por lo que se rebelaron y protestaron, y a su vez pidieron ayuda a los enemigos de Ferrera quienes se encontraban en Nicaragua y que estaban ya en comunicaciones con el gobierno de ese país. El gobierno de Nicaragua no estaba muy contento con el de Ferrera en Honduras y veían una oportunidad de derrocarlo y poner un gobierno civil de su agrado ya que alegaban que Costa Rica no accedía a la Confederación Centroamericana por que los demás estados estaban plagados de líderes militares autoritarios. En el ínterin El Salvador justo había iniciado un conflicto militar con Guatemala, esto activaba una cláusula del Pacto de Chinandega —por el cual se había establecido la Confederación de Centroamérica entre El Salvador, Honduras y Nicaragua—, y según esta cláusula si un estado externo atacaba a uno de los gobiernos confederados los otros dos debían ir a defenderlo, sin embargo esto le abría las puertas Nicaragua de injerir en Honduras y El Salvador y de paso buscar derrotar a Guatemala. Esto ponía entre la espada y la pared al gobierno de Ferrera que se veía amenazado por la posible alianza de los Texiguat con Nicaragua en contra de su gobierno en Honduras.
Nicaragua pide a Honduras el paso por su territorio para asistir a El Salvador y lo insta a participar, pero Honduras argumenta estar ocupando todas sus fuerzas aplacando rebeliones internas y a su vez, le niega la pasada al ejército nicaragüense del todo, y establecen según decreto del 3 de agosto un reglamento para el paso de las fuerzas de Nicaragua en batallones de 200 Hombres que irían pasando a El Salvador uno por uno con la dirección de las Autoridades Hondureñas. Sin embargo Fruto Chamorro quien fungía como supremo delegado de la Confederación, emite una orden al jefe de operaciones del Estado de Honduras llamado José Trinidad Muñoz, ordenándole que no le genere obstáculo alguno; Trinidad Muñoz no obedece a Chamorro y más bien manda una carta al gobierno de la Unión declarando que él no obedece al Gobierno Nacional, sino que al General Ferrera. Muñoz acusa al Gobierno de Nicaragua de no seguir las normas prescritas en el decreto del 3 de agosto y pasar a Honduras con fuerzas mayores a los 200 hombres. Muñoz en consiguiente redacta una carta al jefe de las fuerzas nicaragüenses para que dé marcha atrás y se retire del territorio hondureño, este le desobedece y se establece en Choluteca siguiendo las órdenes de Chamorro, por lo que en respuesta el jefe de Operaciones Muñoz acompañado del Sargento Miguel Durand lo atacan el 19 de agosto y derrotan a las fuerzas nicaragüenses.
Esta perdida en Choluteca del ejército nicaragüense avivo los deseos del presidente de El Salvador de atacar Nicaragua y remplazar su liderazgo con un líder conservador que en cambio generase las condiciones para una alianza entre Guatemala, El Salvador, Honduras y Nicaragua, que les permitiría consecuentemente la anexión de Costa Rica.

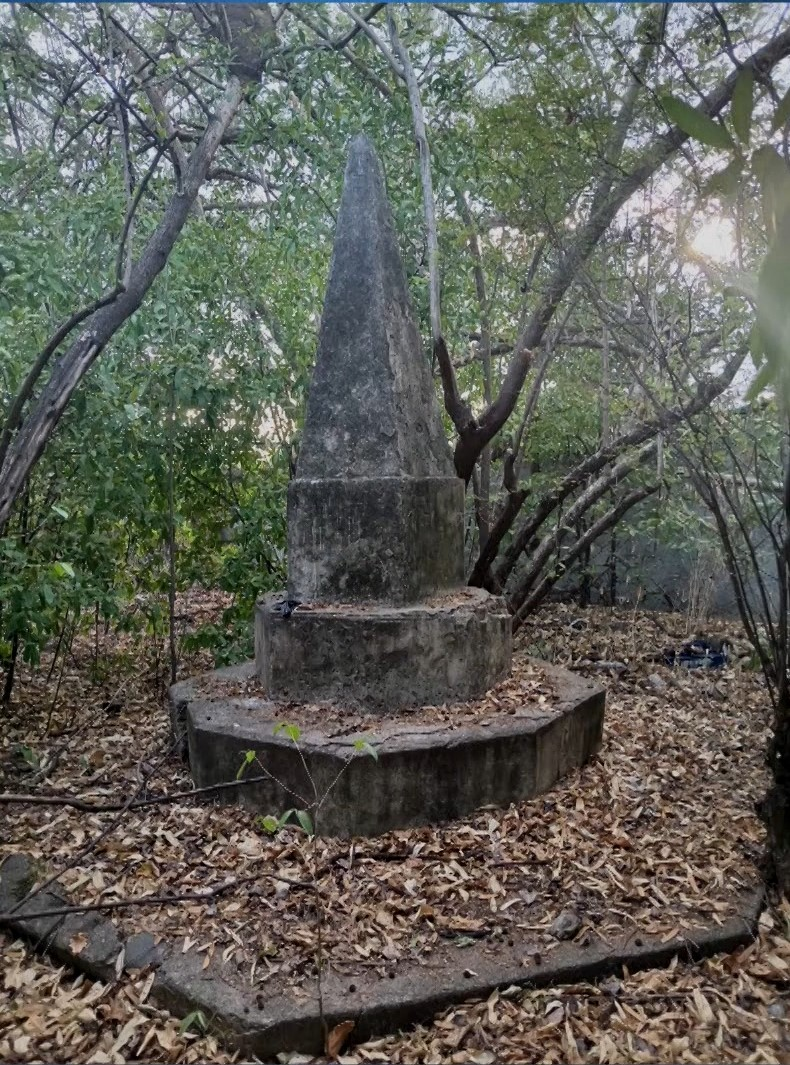
Foto del obelisco conmemorando la victoria en la Batalla de Nacaome, tomada por el Historiador e Investigador Profesional Alex García Arias. Actualmente no hay acceso al monumento histórico, antes llamado "Parque del Triunfo" ahora dentro del Mercado del barrio Cabañas en Nacaome.

La guerra con Nicaragua estaba declarada y el gobierno de Nicaragua que buscaba imponerse debía actuar con premura para poder ganarle las espaldas a Malespín en El Salvador mientras seguía en contienda contra Guatemala, además que este deseo de invasión parece tornarse en un deceso de adhesión de Choluteca al territorio de Nicaragua con el objetivo de poder controlar Comayagua y San Salvador con facilidad, es así que el gobierno de Nicaragua arma un ejército de más de mil hombres quienes el 23 de octubre marchan hasta llegar a Nacaome donde se encuentran con el Comandante General Juan José Morales, estacionado en la ciudad y con una guarnición de más de setecientos hombres. El 24 de octubre atacaron a las fuerzas militares del Comandante quien defendió efectivamente Nacaome, ganándole después de dos horas de combate a los nicaragüenses que fueron repelidos y se declaró victoria del mando de Juan Jose Morales quien escribió el parte al ministro de Guerra del Estado de El Salvador declarando su victoria definitiva sobre los Nicaragüenses que habían sido completamente neutralizados, además por honor al Presidente Ferrera, agrega en su carta que el presidente se encontraba en el pueblo y que comandó el ejército.
A consecuencia de esto y de los honores dados al presidente Ferrera por Morales, es que se le condecoró y se le entregó una medalla de oro al Presidente Francisco Ferrera que rezaba: “A la heroicidad del General Ferrera en la batalla de Nacaome.”
Véase apartado de "Intercambio de Correspondencia" para ver el Parte del Comandante General Juan José Morales.

## Muerte y legado
Falleció en 1847, dejando un legado relevante en la consolidación institucional de Honduras y en la defensa de su soberanía territorial. Su gestión anticipó tratados posteriores como el Tratado Clayton-Bulwer (1850), el Tratado Wyke-Cruz también llamado de Comayagua (1859) y el Tratado de Managua (1860).
En la Mediación del Gobierno de Estados Unidos y el Reino de España referente al arbitraje de los Límites entre Honduras y Nicaragua se alude a su carta del 15 de febrero de 1842.

## Intercambio de Correspondencia

### Conflicto territorial con Gran Bretaña
A continuación, se presentan algunas de las cartas redactadas por Juan José Morales en el conflicto diplomático con Gran Bretaña y el Superintendente de Belice.
Carta del 19 de octubre de 1841
D.U.L.
Casa del Gobierno.
Comayagua, octubre 19 de 1841.
Señor Ministro General del Supremo Gobierno del Estado de Guatemala:
Yncerta en su apreciable de 17 de setiembre próximo pasado, ha visto este Gobierno la que con la misma fecha dirigió al de Nicaragua, motivada por los acontecimientos en el puerto de San Juan del Norte por el Superintendente de Belize y el llamado Rey Mosco, cuyo suceso ha llamado altamente la atención de ese Gobierno, quien tomará la parte que debe en vindicación del honor nacional conforme a los tratados estipulados.
Manifiesta en su penúltima parte que la Junta de Comisionados es el medio más adaptable para curar radicalmente los males que amenazan a la República, por cuyos motivos el Ejecutivo de ese Estado insiste en instar a los demás de Centroamérica en su adopción, conforme lo ha propuesto anteriormente, animado como está en favor del bien general de toda la República.
El Señor General Presidente, impuesto de todo, me ha ordenado decirle que, sobre este asunto, se dice ya lo conveniente a ese Supremo Gobierno en esta fecha, contestando a su comunicación de 9 de setiembre último, en que inserta el acuerdo de la Asamblea Constituyente de ese Estado, referente al mismo objeto.
Yo, al verificar este mandato, tengo la satisfacción de ofrecer a V. de nuevo mi aprecio y altas consideraciones con que lo distingo.

JUAN MORALES B.
| Fecha: 19 de octubre de 1841 Lugar: Comayagua Autor: Juan Morales B. (Ministro de Relaciones de Honduras) Destinatario: Ministro General del Gobierno de Guatemala Resumen:El Gobierno de Honduras responde a la nota guatemalteca sobre el conflicto provocado en el puerto de San Juan del Norte por el Superintendente de Belice y el autoproclamado "Rey Mosco". Morales informa que ya han respondido formalmente a la nota del 9 de septiembre y se pronuncian sobre la propuesta de establecer una Junta de Comisionados como mecanismo para preservar la unidad centroamericana. |

Carta del 10 de noviembre de 1841
1. Carta del Superintendente de Belice
Estado de Honduras
Ministerio de Relaciones del Gobierno del Estado de Honduras.
A S.E. el Jefe del Estado de Honduras.
Honduras Británica – Casa del Gobierno, Belice, 10 de noviembre de 1841.
Señor:
Habiendo determinado el Gobierno Británico acerca de las políticas relaciones que se han de mantener con su antiguo aliado, el Rey de la Nación Mosquita, y habiendo resuelto continuar reconociendo a aquel príncipe como soberano independiente, y proporcionarle su protección en la posesión y mantenimiento de sus justos derechos, se me ha mandado, por orden de S.E. el Gobernador de Jamaica, con referencia al territorio en disputa entre el Estado de Honduras y la Nación Mosquita, averiguar la buena voluntad de las autoridades de ese Estado —del que V.E. es jefe— para entrar en una amigable negociación de esta cuestión, que ha de quedar archivada por escrito en forma de contrato entre el Estado de Honduras y el Reino Mosquito.
El Gobierno de S.M., al proponer esta mediación, ha ordenado que se lleve adelante bajo un espíritu de la más estricta equidad e imparcialidad, y con buena y mutua inteligencia.
El Gobierno de S.M. está persuadido de que se efectuará el pronto arreglo de este importantísimo asunto, y que esto tenderá a promover, en el grado más esencial, la paz y la felicidad futuras de ambos países.
Conforme a las instrucciones que se me han remitido, he nombrado al honorable Patricio Walker, miembro del Consejo Ejecutivo de S.M.B. en Honduras, teniente coronel de la milicia real de Honduras del príncipe regente, y a Ricardo Harvey, escudero y teniente antiguo de la Real Artillería de la Gran Bretaña, para que obren como mediadores en arreglar y asentar los límites de los dos países, y para que se reúnan con otros dos caballeros, que sean igualmente y debidamente acreditados para el mismo objeto por el Estado de Honduras.
Al recibo de la contestación de V.E. a esta nota oficial, saldrán para Omoa o Trujillo los mencionados señores Walker y Harvey —por carecer aquellos puntos de conveniencia— para reunirse con los mediadores nombrados por Honduras; o, si a V.E. le agrada, tendré la mayor satisfacción en recibirlos en Belice.
Confío en que V.E. me favorecerá con la pronta determinación de las autoridades de Honduras sobre este asunto.
Tengo el honor de ser de V.E. muy obediente y humilde servidor,
(Firmado) Alejandro Macdonald
Es copia. Comayagua, enero 3 de 1842.
JUAN MORALES
2. Ministerio de Relaciones del Gobierno del Estado de Honduras
D.U.L.
Casa del Gobierno
Comayagua, diciembre 31 de 1841
A S.E. el Superintendente de Belice:
Tuve el honor de recibir y poner en conocimiento del Gobierno de Honduras la carta oficial de S.E., datada a 10 del último noviembre, e impuesto de su contenido, queda sorprendido de los conceptos que encierra.
No tiene disputa pendiente con los habitantes de la Costa de Mosquitos; y los límites de este Estado están muy legal y claramente demarcados en la Constitución de 1839, cuya declaración es conforme con los antiguos derechos territoriales de esta Nación, y con aquellos de que se hallaba en posesión el Rey de España al tiempo de nuestra emancipación.
Es del todo ignorada la monarquía que S.E. supone entre los desiertos de la Costa del Norte de Honduras; pues aunque existen errantes en los bosques con la denominación de Sambos, Mosquitos, Páyas, Jicaques, etc., las hordas de hondureños selváticos que huyeron del interior del Estado en el siglo XVI de las conquistas europeas no han formado hasta hoy sociedades organizadas, ni tienen siquiera todavía vestidos ni habitaciones.
Es cierto que algunos especuladores, con el objeto de aprovecharse de las preciosas producciones de la montaña, han investido a los corifeos de los Jicaques y Mosquitos con las denominaciones de Reyes, Gobernadores, Generales, Capitanes, etc., para tener con quien contratar dichas producciones y aun el servicio personal de las hordas que cultivaban, aunque imperfectamente algunos frutos de consumo necesario en el interior del Estado. El Gobierno de Honduras desde la Independencia general de Centro-América ha adoptado la máxima de no intervenir en ninguna clase de conquistas, de las que se intentan sobre esas familias é individuos independientes por naturaleza como los Araucos, ni con el pretexto de establecerles monarquías, ni con el de religión que los condujo a la desgraciada situación en que yacen; sino que por el contrario, la Constitución del Estado previene —(prescribe)— su civilización é incorporación con el resto de los Hondureños sus hermanos, con quienes deben formar una sola familia como provenientes de un mismo origen, para lo cual se usa únicamente de la persuasión y el convencimiento.
Sin embargo de lo expuesto, el Gobierno quiere dar por sentado que hubiese un imperio en los desiertos de Honduras: que existiese un Principado en sus costas y que las hordas fluctuantes mereciesen el título de naciones: quiere suponer también que existiese una disputa sobre límites con alguno de tantos potentados: que uno de estos Monarcas selváticos fuese aliado de S. M. B.: que aquel Gobierno estuviese decidido á mediar en la cuestión: que hubiese autorizado á S. E. como Ministro al efecto. Aun en tal caso el Gobierno de Honduras se hallaba en el de exigir de S. E. la credencial del suyo, porque ella es la que declara el carácter con que el soberano ha querido revestir a su Ministro, porque ella es el instrumento que autoriza y constituye al enviado en su carácter cerca del soberano a quien va a dirigirse, y porque si este le recibe, no puede hacerlo sino en la cualidad que aquella le señale.
Además de que la comunicación de S. E. manifiesta no solo estar autorizado para tratar personalmente con este Gobierno sino para enviar Ministros o Comisionados al efecto, este aserto demanda con mayor fuerza la presentación de credenciales, pues no siendo reconocido más que por Gobernador de una colonia cuyas atribuciones le circunscriben á ella, y habiendo publicado S. E. que su Majestad Británica no reconoce los actos de protección de S. E. misma en la Costa de Mosquitos, necesita su nueva autoridad con mayor razón, documentos que le faculten para tratar cerca del Gobierno de este Estado, que en el concepto de soberano sean cual fuese su posición y circunstancias, es acreedor á las prerrogativas de que hace dignas á todas las naciones el derecho de gentes natural y el consuetudinario.
No obstante la falta absoluta de conocimientos que este Gobierno tiene de la Monarquía de los Mosquitos y de la disputa de límites a que se refiere la comunicación de S. E.: no obstante que la ley fundamental de Honduras tiene designados dichos límites en su artículo 40, que demarca el territorio del Estado; por lo cual solo la Cámara Legislativa puede estrecharlos, ampliarlos o mudarlos; y no obstante que el Poder Ejecutivo carece de facultades para tratar este asunto, está dispuesto a recibir solemnemente al Ministro de S. M. B. sea del orden y carácter que fuese, si se presentase conforme a derecho, a quien dará las explicaciones y contestaciones del caso, deducidas del código fundamental y de las previas consultas al Poder Legislativo.
Con lo expuesto contesto a S. E. su carta oficial ya citada, de orden del Gobierno de este Estado; y al hacerlo me ofrezco de nuevo de S. E. muy obediente servidor. — JUAN MORALES.

Es copia. Comayagua Enero 3 de 1842. — MORALES.
| Fecha: 10 de noviembre de 1841 (Belice) / 31 de diciembre de 1841 (Comayagua) Autor 1: Alejandro Macdonald (Superintendente de Belice) Autor 2: Juan Morales (Gobierno de Honduras) Resumen: Macdonald, en nombre de S.M.B., propone negociar límites entre Honduras y la “Nación Mosquita”, y nombra mediadores británicos. Morales, en su respuesta, rechaza la idea de que exista tal monarquía o disputa limítrofe. Afirma que los pueblos indígenas no forman naciones y que cualquier trato diplomático debe hacerse por vía legal, con credenciales diplomáticas válidas. El Gobierno de Honduras reitera su soberanía y sus derechos territoriales conforme a la Constitución de 1839. |

Carta del 15 de noviembre de 1841
PROTESTA DEL GOBIERNO DE NICARAGUA
Ministerio General del Supremo Gobierno del Estado de Nicaragua
Departamento de Relaciones
Casa de Gobierno, León, noviembre 15 de 1841.
Al Señor Cónsul General de S.M. el Rey de los Franceses en Centroamérica:
Este Supremo Gobierno esperaba la reunión de las Cámaras Legislativas para poner en conocimiento de ellas la muy apreciable comunicación de Ud., de 28 del último mayo, referente a los manejos de los ingleses con respecto al puerto del Coco de este Estado de Nicaragua. Y habiendo, a consecuencia de la invasión del Superintendente de Belize con su titulado Rey Mosquito al de San Juan del Norte, verificado extraordinariamente la instalación de aquellas, el Poder Ejecutivo, penetrado de la importancia de la nota de Ud. y de su deseo de saber el estado en que se halle el puerto del Coco, lo puso en conocimiento del Senado, y con presencia de su acuerdo me ha ordenado contestarle lo siguiente:
Que de tiempo inmemorial ha pertenecido este puerto en propiedad y posesión tranquila a Nicaragua; que, en su virtud, por el decreto legislativo que se ha comunicado a Ud. anteriormente, ha sido habilitado para el comercio de exportación e importación; y que se halla en corriente tráfico.
Que por lo demás que Ud. participa acerca de las pretensiones de los ingleses, se le rinden respetuosas gracias a nombre de este Estado, igualmente que por su ofrecimiento de impartir el resultado de las observaciones que hiciese el capitán del bergantín La Vedette sobre los puntos ocupados por dichos ingleses, como Roatán, costa llamada de Mosquitos y Coco mismo, esperando se digne transmitirlos a este Ministerio.
En cuanto al diario de Belize publicado el 20 de marzo, anunciando la visita del Superintendente y del llamado Rey Mosquito a la Costa del Norte, no era una operación inocente, sino verdaderamente hostil. Pues sus miras en el puerto de San Juan de este Estado de Nicaragua, en los de Boca-Toro, Salt Creek, e isla de San Andrés, han sido exigir por la fuerza a las autoridades del país —que encontró en esos puntos— documentos que pertenezcan a su pretendido Rey Mosquito.
Así lo intentó en dicho puerto de San Juan y lo ejecutó en los demás lugares, arrancando de los funcionarios allí existentes forzadas declaraciones para elevar a S.M.B. un falso informe de que dichos puntos pertenecen al Mosquito. Avanzándose incluso a agregar certificaciones del inglés Peter Shepherd y de Pedro Zapata, de que aún el puerto de San Juan del Norte de este Estado de Nicaragua pertenece al Mosquito.
Todo es maquinación del Superintendente de Belize y algunos otros ingleses interesados en apropiarse la costa nombrada de Mosquitos, a cuyo titulado rey suponen aliado de S.M.B.
El Gobierno Supremo de Nicaragua se halla en el caso de protestar, como protesta solemnemente ante el señor Cónsul General de la Nación Francesa, contra cualquier documento que, en su visita —o mejor dicho, agresión— a la Costa del Norte haya obtenido de particulares o funcionarios el Superintendente Gobernador del establecimiento de Belize a favor del caudillo de la tribu Mosquito.
Porque la Costa Mosquita ha pertenecido y pertenece a este Estado de Nicaragua.
Porque dichos documentos han sido exigidos por la fuerza sin previo consentimiento de este Supremo Gobierno.
Porque los particulares o funcionarios de cuyas manos los ha arrancado el Gobernador de Belize no han tenido autorización para otorgar reconocimiento de que la más mínima parte del litoral del norte de Centroamérica ni de Nueva Granada pertenezca al Mosquito.
Porque las miras de ese mismo Gobernador son hacer creer al Ministerio Inglés que dicha costa pertenece al Mosquito y, por medio de su caudillo protegido, ocupar los puertos de Nueva Granada y Centroamérica hasta el de San Juan del Norte de Nicaragua, para de consiguiente apropiarse la empresa del gran canal interoceánico.
Cuán nula e insignificante sea la imaginaria nación Mosquita lo sabe muy bien cualquiera que tenga unas medianas noticias de esta costa norte, y el señor Cónsul General de Francia posee las suficientes sobre el particular.
Dígnese Ud. elevar todo lo expuesto al alto conocimiento de S.M. el Rey de los Franceses, y aceptar las seguridades del alto aprecio con que me suscribo su atento servidor.
SIMÓN OROZCO
Es conforme. Ministerio de Relaciones. Comayagua, enero 15 de 1842. — MORALES.
-2-
Ministerio de Relaciones del Gobierno del Estado de Honduras.
D.U.L. Casa del Gobierno. Comayagua, diciembre 31 de 1841.
A S.E. el Superintendente de Belize.
Tuve el honor de recibir y poner en conocimiento del Gobierno de Honduras la carta oficial de S.E. datada a 10 del último noviembre, e impuesto de su contenido, queda sorprendido de los conceptos que encierra.
No tiene disputa pendiente con los habitantes de la Costa de Mosquitos; y los límites de este Estado están muy legal y claramente demarcados en la Constitución de 1839, cuya declaración es conforme con los antiguos derechos territoriales de esta Nación y con aquellos de que se hallaba en posesión el Rey de España al tiempo de nuestra emancipación.
Es del todo ignorada la monarquía que S.E. supone entre los desiertos de la Costa del Norte de Honduras; pues, aunque existen errantes en los bosques con la denominación de Sambos, Mosquitos, Páyas, Jicaques, etc., las hordas de hondureños selváticos que huyeron del interior del Estado en el siglo XVI de las conquistas europeas no han formado hasta hoy sociedades arregladas, ni tienen siquiera todavía vestidos ni habitaciones.
Es cierto que algunos especuladores, con el objeto de aprovecharse de las preciosas producciones de la montaña, han investido a los corifeos de los Jicaques y Mosquitos con las denominaciones de Reyes, Gobernadores, Generales, Capitanes, etc., para tener con quién contratar dichas producciones y aun el servicio personal de las hordas que cultivan, aunque imperfectamente, algunos frutos de consumo necesario en el interior del Estado.
El Gobierno de Honduras, desde la independencia general de Centroamérica, ha adoptado la máxima de no intervenir en ninguna clase de conquista de las que se intentan sobre estas familias e individuos independientes por naturaleza, como los araucanos, ni con el pretexto de establecerles monarquías, ni con el de religión que los condujo a la desgraciada situación en que yacen; sino que, por el contrario, la Constitución del Estado prescribe su civilización e incorporación con el resto de los hondureños, sus hermanos, con quienes deben formar una sola familia como provenientes de un mismo origen, para lo cual se usa únicamente de la persuasión y el convencimiento.
Sin embargo de lo expuesto, el Gobierno quiere dar por sentado que hubiese un imperio en los desiertos de Honduras; que existiese un principado en sus costas, y que las hordas fluctuantes mereciesen el título de naciones. Quiere suponer también que existiese una disputa sobre límites con alguno de tantos potentados; que uno de estos monarcas selváticos fuese aliado de S.M.B.; que aquel gobierno estuviese decidido a mediar en la cuestión; y que hubiese autorizado a S.E. como Ministro al efecto.
Aun en tal caso, el Gobierno de Honduras se hallaba en el deber de exigir de S.E. la credencial del suyo, porque ella es la que declara el carácter con que el soberano ha querido revestir a su ministro, porque ella es el instrumento que autoriza y constituye al enviado en su carácter cerca del soberano a quien va a dirigirse, y porque si este le recibe, no puede hacerlo sino en la cualidad que aquella le señale.
Además de que la comunicación de S.E. manifiesta no solo estar autorizado para tratar personalmente con este Gobierno, sino para enviar ministros o comisionados al efecto. Este aserto demanda con mayor fuerza la presentación de credenciales, pues no siendo reconocido más que por Gobernador de una colonia cuyas atribuciones le circunscriben a ella, y habiendo publicado S.E. que Su Majestad Británica no reconoce los actos de protección de S.E. misma en la Costa de Mosquitos, necesita su nueva autoridad, con mayor razón, documentos que le faculten para tratar cerca del Gobierno de este Estado, que en el concepto de soberano —sea cual fuere su posición y circunstancias— es acreedor a las prerrogativas de que hace dignas a todas las naciones el derecho de gentes, natural y el consuetudinario.
No obstante la falta absoluta de conocimientos que este Gobierno tiene de la Monarquía de los Mosquitos y de la disputa de límites a que se refiere la comunicación de S.E.; no obstante que la ley fundamental de Honduras tiene designados dichos límites en su artículo 40, que demarca el territorio del Estado —por lo cual solo la Cámara Legislativa puede estrecharlos, ampliarlos o mudarlos— y no obstante que el Poder Ejecutivo carece de facultades para tratar este asunto, está dispuesto a recibir solemnemente al Ministro de S.M.B., sea del orden y carácter que fuese, si se presentase conforme a derecho, a quien dará las explicaciones y contestaciones del caso, deducidas del código fundamental y de las previas consultas al Poder Legislativo.
Con lo expuesto, contesto a S.E. su carta oficial ya citada, de orden del Gobierno de este Estado; y al hacerlo me ofrezco de nuevo de S.E. muy obediente servidor.

JUAN MORALES.
| Fecha: 15 de noviembre de 1841 Lugar: León, Nicaragua Autor: Simón Orozco (Ministro de Nicaragua) Autor 2: Juan Morales (Gobierno de Honduras) Destinatario: Cónsul de Francia en Centroamérica Resumen: El Gobierno de Nicaragua protesta formalmente por las acciones del Superintendente de Belice y del supuesto "Rey Mosquito", quienes usaron la fuerza para obtener declaraciones falsas que justificaran el dominio británico sobre zonas del Caribe nicaragüense, como San Juan del Norte y el Coco. Nicaragua rechaza la existencia de una "Nación Mosquita" y advierte sobre los peligros del expansionismo británico en relación con la futura construcción de un canal interoceánico. |

Carta del 1 de diciembre de 1841
D.U.L.
Casa del Gobierno.
Comayagua, diciembre 10 de 1841.
Señor Ministro General del Supremo Gobierno del Estado de Guatemala:
El Gobierno queda enterado de su apreciable de 29 del próximo anterior octubre, en que avisa haber regresado el comisionado cerca del Superintendente de Belize, señor coronel Gerónimo Paiz. Acompaña con el número 10, copia de la comunicación que ha dirigido a ese Supremo Gobierno con fecha 25 del mismo octubre, y con el número 20, la contestación dada por el Superintendente de Belize en 7 del mismo mes, a la que en 24 de septiembre último le fue remitida por ese Ministerio.
Y por último manifiesta que, no habiéndose recibido las explicaciones que se solicitan de dicho Superintendente sobre sus procedimientos en el puerto de San Juan del Norte, ha dispuesto ese Supremo Gobierno que se inste al Superintendente hasta obtener respuestas terminantes y claras, y se oficie al señor Vicecónsul para que conteste categóricamente y diga si los sucesos ocurridos tuvieron lugar por orden expresa de S.M.B.
Lo que aviso a Ud. para su inteligencia y en contestación a su citada; reiterándole mis afectos.

JUAN MORALES
| Fecha: 1 de diciembre de 1841 Lugar: Comayagua Autor: Juan Morales Destinatario: Ministro General del Gobierno de Guatemala Resumen: Honduras acusa recibo de documentos enviados desde Guatemala: 1. Carta del coronel Gerónimo Paiz (enviado a Belice) 2. Contestación del Superintendente británico Macdonald 3. Carta enviada por Guatemala a Belice Honduras es informada de que, debido a la falta de respuesta satisfactoria del Superintendente británico sobre los actos en San Juan del Norte, se pedirá respuesta firme y categórica al vicecónsul británico. |

D.U.L.
Casa del Gobierno.
Comayagua, enero 31 de 1842.
Señor Ministro del Supremo Gobierno del Estado de Guatemala:
Se recibieron en este Ministerio, con su apreciable de 31 del último diciembre, los cuatro ejemplares impresos de los documentos relativos a lo ocurrido en el puerto de San Juan del Norte del Estado de Nicaragua, con el Superintendente de Belize.
Con ellos he dado cuenta al Supremo Gobierno, y éste, impuesto de su contenido, acordó contestarle de recibido.
Lo que tengo la satisfacción de verificar, suscribiéndome su afectuoso servidor.

JUAN MORALES
| Fecha: 31 de enero de 1842 Lugar: Comayagua Autor: Juan Morales Destinatario: Ministro de Guatemala Resumen: Se acusa recibo formal de cuatro folletos impresos enviados por Guatemala sobre los sucesos en San Juan del Norte. Honduras da cuenta al gobierno central y responde oficialmente. |

Carta del 15 de febrero de 1842
Delegación a Londres.
Secretaría de la Cámara de Representantes del Estado de Honduras
D.U.L. Comayagua, febrero 15 de 1842
Señor Ministro de Relaciones del Supremo Gobierno del Estado:
Pusimos en conocimiento de la Cámara Legislativa la estimable nota de Ud., de 8 del presente, con la que acompaña copia de la que, datada en 3 del último diciembre, dirigió a este Supremo Gobierno el del Estado de Guatemala.
Su contenido se contrae a manifestar que ha nombrado al señor Alejandro Marure, individuo de su Consejo, para que, pasando a Europa, establezca ante el Gobierno de S.M.B. una queja formal y reclame la satisfacción debida por el ultraje inferido a la Nación Centroamericana en el punto de San Juan del Norte de Nicaragua por el Superintendente de Belice. Y, con ese fin, excita a que se le concedan poderes al referido Enviado para que represente a Honduras, así como a los demás Estados de la Unión, en esta misión de importante resultado.
La Cámara, enterada del urgente y grave objeto del negocio, ha querido oír de preferencia el informe de una comisión de su seno, que lo presentó en los términos siguientes:
Llamada, del modo más imperioso, la atención de todos los Estados de la Unión Centroamericana, y de sus respectivos gobiernos soberanos, con el inaudito y escandaloso hecho cometido por el Gobernador inglés de Belice en el puerto de San Juan, se ha hecho oír de uno a otro extremo de la Nación el grito de justa indignación que ha causado en todos los ámbitos del país la noticia de aquel acontecimiento.
Este ha sido inferido en el territorio de un Estado con quien Honduras se halla ligada por los lazos de amistad solemnemente acordada, y ha tenido lugar en la tierra de uno de los cuerpos políticos de toda la Unión. Sus consecuencias, pues, afectan indispensablemente los intereses más caros, la dignidad y la soberanía de la República. Es preciso tomar con prontitud los expedientes enérgicos que encaminen a obtener la satisfacción necesaria por aquel y otros ultrajes que ha sufrido la Nación, así como el castigo condigno de su atrevido autor.
Con tan alto objeto, el Gobierno unido de Guatemala ha dispuesto enviar un agente cerca del de S.M.B., y desea que Honduras le autorice con la propia e importante legación, dirigiéndole al efecto las instrucciones correspondientes.
Asunto es este, Soberano Cuerpo Legislativo, en que, a juicio de la comisión que os informa, hay poco que meditar. El más justo de los motivos impulsa al Gobierno de aquel Estado a dar un paso muy digno de su soberanía, de sus principios, de la seguridad de sí mismo y de la de los demás con quienes se halla estrechamente unido. Es un deber sagrado de vuestra soberanía y un interés propio secundar el propósito de un aliado y de un hermano que prepara el más prudente medio de procurar el desagravio común.
En tal concepto, la comisión os propone:
1º. Que autoricéis plena y completamente al enviado de aquel Gobierno, señor Alejandro Marure, para que, uniendo e identificando al reclamo de su misión el de Honduras igualmente, solicite y obtenga de S.M.B., la Reina de Inglaterra, la satisfacción del ultraje practicado —en mengua de toda la Nación— por el Gobernador de Belice, en el territorio y persona de un funcionario del Gobierno Unido del Estado de Nicaragua.
2º. Que, de la misma manera, se sirva reclamar y hacer poner en claro, ante el propio Gobierno de S.M., los indisputables derechos que Honduras y Nicaragua tienen al territorio de la Costa del Norte, de uno y otro, donde se ha pretendido investir con el carácter de nación independiente a un puñado harto pequeño de hondureños y nicaragüenses selváticos, en cuya civilización trabajan los referidos Gobiernos; haciendo entender a la Reina, al instruirla de este negocio, el degradante lugar en que pone su augusto nombre el Superintendente de Belice, cuando en sus papeles oficiales dispone se le considere como aliada de una porción de seres miserables que no solamente están destituidos de las ideas de soberanía y de nación —en cuyo rango y capacidad se les quiere colocar por el egoísmo y ambición de unos pocos—, sino que aún no han puesto en uso las facultades más comunes del hombre para procurarse subsistencia, vestuario ni habitación fija.
3º. Que igualmente gestione ante el Gobierno de S.M.B. el inmemorial derecho que Honduras tiene a las islas Roatán, Guanaja y Utila, con sus cayos inmediatos, como adyacentes a su territorio continental y poseídas con título no interrumpido de soberanía ejercida sin reclamo por tres siglos continuos.
A ese fin y al tratar de este negocio, se servirá asimismo hacer presente a S.M. la injuriosa e impolítica conducta observada por el Superintendente de Belice al apropiarse de mano armada —y con violencia no digna del gobernante de una nación grande, cuerda e ilustrada— de la primera de dichas islas el día 20 de abril de 1839. En ese acto abusivo comprometió de la manera más deshonrosa el alto carácter de su Gobierno, violando, a su nombre y de una sola vez, todos los principios del derecho internacional reconocidos aún por los cuerpos políticos que apenas comienzan a ver las puertas de la civilización.
4º. Que el mismo agente de esta legación, al interpelar al Gobierno de S.M., tenga a bien hacerle presente que el de Honduras, así como los demás de la Unión Centroamericana, cuando han sufrido los repetidos actos vejatorios con que el Gobernador de Belice ha ultrajado su soberanía, le han hecho siempre la justicia a que es acreedor un Gobierno que ha consignado y practica en su sabia administración los fundamentos más sólidos de la equidad y de su adelantada ilustración.
Que en este sentido jamás han creído que la conducta del coronel Macdonald, respecto de estos mismos hechos, pueda tener origen en el Gobierno justificado de S.M.B.; y que, considerando que toda ella procede de la confianza que este funcionario tiene de que sus manejos antipolíticos serán ignorados a causa de la distancia a que se halla aquel Gabinete, se prometen y esperan que sus reclamos serán atendidos como lo demanda el interés universal de las sociedades.
También indica la comisión que sería conveniente acordar que el Supremo Gobierno extienda, en la forma competente, la credencial o diploma necesario que acredite la misión que el señor comisionado ha de ejercer en su nombre cerca del de Inglaterra, en los varios particulares a que es contraída esta manifestación; y que, supuesto que él debe estar mejor impuesto en todas las circunstancias e incidentes que con referencia a este grave negocio puedan surgir, se le autorice para que, además de las instrucciones mencionadas, pueda añadir todo lo que juzgue necesario y oportuno al buen suceso de la reclamación, acompañando al propio fin cuantos documentos juzgue dirigidos al expresado objeto.
Es de esta manera como, al que os informa, parece debéis determinar en el más óptimo caso del interés nacional que se os presenta; sin omitir exponeros que no sería un paso poco justo asignar al agente del Gobierno de Guatemala una cantidad compensatoria por su trabajo, pues que por el presente encargo se le constituye también, y se le inviste de igual carácter por el nuestro.
Estos, señor Ministro, son los términos en que se ha expresado la comisión a quien el Cuerpo Legislativo tuvo a bien pedir su informe sobre este arduo negocio. El cual, en sesión del día 12 del corriente, se ha servido aprobar en todas sus partes y acordar se comunique al Supremo Gobierno con el fin de que dicte lo necesario para que lleguen a tener todo el efecto al que son dirigidos, tanto la excitación del de Guatemala como la determinación tomada en su consecuencia.
A tal propósito lo decimos a Ud., con devolución total de los documentos referentes a este propio negocio; significándole que la Cámara autoriza igualmente al señor Presidente del Estado para que acuerde los medios que deben proporcionar la cantidad de que habla el último párrafo del dictamen inserto, debiendo ser esta aprontada con preferencia a cualquier otro pago de la Hacienda.
Sírvase Ud., al recibir esta contestación, honrarnos con la admisión de las muestras de afecto y consideración con que somos atentos servidores.
J. Agustín Madrid, R.S.
Ramón Arriaga, R.S.
Es conforme:
Ministerio de Relaciones del Supremo Gobierno.
Comayagua, marzo 8 de 1842. — MORALES.

El dictamen anterior ha sido ejecutado por el Gobierno en todas sus partes, y se imprime para conocimiento de los pueblos del Estado. — MORALES.
| Fecha: 15 de febrero de 1842 Lugar: Comayagua Autores: J. Agustín Madrid y Ramón Arriaga (diputados) Personaje clave: Alejandro Marure (enviado a Londres) Resumen: Dictamen de la Cámara Legislativa de Honduras que aprueba apoyar y extender plenos poderes al licenciado Alejandro Marure, enviado de Guatemala, para representar también a Honduras ante la Reina de Inglaterra. Objetivos: 1. Reclamar el ultraje cometido por el Superintendente Macdonald en San Juan del Norte. 2. Defender los derechos territoriales de Honduras y Nicaragua ante el intento británico de crear una "nación Mosquita". 3. Reivindicar la soberanía sobre las islas de Roatán, Guanaja y Utila, usurpadas por Belice en 1839. 4. Solicitar compensación diplomática y fortalecer la reclamación con documentos históricos. Además, se autoriza asignar fondos de la Hacienda para apoyar esta misión internacional conjunta con Guatemala. |

D.U.L.
Casa del Gobierno.
Comayagua, febrero 19 de 1842.
Señor Ministro General del Supremo Gobierno del Estado de Guatemala:
El Gobierno de este Estado desea que el de Guatemala le manifieste la suma de dinero con que debe contribuir para las dietas y viáticos del Enviado cerca de S.M.B.; y con tal objeto, me ha prevenido que dirija a Ud. esta comunicación, como tengo el honor de hacerlo, suscribiéndome su afectuoso servidor.

JUAN MORALES
| Fecha: 19 de febrero de 1842 Lugar: Comayagua Autor: Juan Morales Destinatario: Ministro General de Guatemala Resumen: Honduras solicita saber cuánto dinero debe aportar para cubrir los viáticos y dietas del Enviado especial a Inglaterra (S.M.B.), que se encargará de interponer quejas diplomáticas por los abusos británicos en la región. |

### Presidente del Consejo de Ministros de Regencia
Ahora se presenta un discurso dado por Juan José Morales como Presidente del Consejo de Ministros de 1843.
El 21 de febrero se reunió la Cámara Legislativa y el ciudadano Juan José Morales, Presidente del Consejo de ministros, leyó ante ella el discurso siguiente:
Señoras y señores representantes:
"Hoy, ante vuestra presidencia, la patria adormecida y estacionada, el Consejo de ministros en ejercicio del Poder Ejecutivo, tiene la honra de presentarse en este augusto lugar con el principal objeto de haceros la salutación debida por vuestra reaparición, tanto más grata para los hondureños, cuanto eran los ardientes deseos que tenían de salir de una situación precaria como lo es la de una administración provisoria o preventiva; y yo, que interinamente obtengo la presidencia de aquel poder, soy llamado en este día a expresar los sentimientos de un pueblo afectuoso y reconocido," y los del Cuerpo Ejecutivo inalterablemente ansioso de la unidad y armonía con los demás para representar dignamente el Estado: tal es el deber que, cumpliendo en este momento, me cubre de honor y satisfacción. — Otros asuntos y objetos de no menos importancia traen al Gobierno cerca del Poder Legislativo, y son aquellos dirigidos a patentizar el estado actual de la administración pública, sobre lo cual pondrá esponeros lo conducente."
El tiempo posterior fue feliz, pues obró el pueblo costarricense con el nombre de septiembre, ante próximo, contra los presuntos árbitros del dislate de Centro-América, puso término a los azares de una turbia fratricidia, y a los envites de una desmedida ambición, tan oprobiosa a nuestra representación exterior, como destructora de nuestra riqueza y de nuestra felicidad interior. — Desde entonces la paz y la confianza germinan maravillosa-mente en todos los ángulos del Estado, y los motivos de discordia y de descontento desaparecieron con sus autores; pues aunque a la fecha se hallaban algunos de estos asilados en el Estado del Salvador, los dictos Iturbios y hondureños toman precauciones para no ser envueltos en nuevas desgracias. — El ministerio de relaciones dará cuenta con los documentos que sobre el asunto existen en el despacho. — Lo hará igualmente con los que ponen de manifiesto el estado actual de las relaciones que se cultivan con los Estados, los pactos y alianzas celebrados según las facultades del Gobierno.
Por supuesto, un estado de tranquilidad como el presente comienza a hacer una grande mejora en todos los ramos de hacienda pública, y notablemente se advierte esta en la renta de tabacos, que habla llegado a su completa nulidad. — La memoria del ministerio correspondiente os dirá una idea de las modificaciones y aumentos de que es susceptible, y el Gobierno solo desea encarecer las ventajas que proporciona a la hacienda y aun a la tranquilidad pública, el estanco de pólvora, cuyo comercio ruinoso ha hecho más de una familia desgraciada en este Estado. — La revolución última obligó al Gobierno a suspender la venta de este efecto, y hasta la fecha no ha llegado una queja por su falta. — Autorizado el Gobierno para reglamentar, este ramo podría aumentar considerablemente los ingresos a las arcas del Estado.
Irónicamente, la milicia no ha hecho progreso alguno: los cuerpos existen desorganizados, careciendo por esto de la instrucción necesaria; y aunque el Gobierno hace continuamente esfuerzos a fin de que se establezca una completa disciplina, no ha sido posible lograrlo hasta hoy por la ineptitud de los oficiales, sargentos y cabos veteranos de quienes está encargada; no obstante, se continúa venciendo obstáculos a fin de adquirir su mejoramiento.
Concluyo pues, señores representantes, manifestando que el Gobierno ha hecho el uso que ha creído conveniente de la autorización con que el soberano Cuerpo Legislativo le investió en febrero del año próximo pasado, por virtud de la aplicación de Morazán en el departamento de San Miguel, la que devuelve en este acto por haber cesado los motivos que obligaron a conferírsela. Todos los ministros os prestarán los decretos, acuerdos y documentos emitidos en virtud de aquellas facultades, para que obtengan vuestra soberana aprobación.
Al haceros, señores, el gobierno esta ligera manifestación del estado actual de la administración pública, posee los más vivos deseos de que deis una ojeada por todos los ramos de ella, para que con vuestra acreditada ilustración y patriotismo podáis remover las trabas y obstáculos que impiden el engrandecimiento y bienestar de los hondureños."
Choluteca, febrero 27 de 1842.
Juan José Morales,
Presidente.
Estrado disertado por el Presidente de la Asamblea de la manera siguiente:

"La Cámara ha oído con agrado la felicitación que el Consejo de ministros en ejercicio del S.P.E. le ha hecho por su instalación. Ella está animada de los mejores sentimientos para la prosperidad de los pueblos sus comitentes, y cuenta con la energía del Gobierno para que a su vez haga las manifestaciones que crea de beneficencia al engrandecimiento del Estado."
| Fecha: 27 de febrero de 1842 Lugar: Choluteca, Honduras Autor: Juan José Morales, Presidente del Consejo de Ministros de Honduras Resumen: En este discurso ante la Cámara Legislativa, Juan José Morales saluda la reaparición del poder legislativo tras un periodo provisional y expresa el compromiso del Consejo de Ministros con la unidad y prosperidad del Estado. Reporta la mejora de la paz y estabilidad tras recientes conflictos regionales, la buena situación en la hacienda pública con especial referencia a la renta de tabacos y al estanco de pólvora, y la necesidad de mejorar la disciplina militar, la cual sigue desorganizada por la ineptitud de algunos oficiales. Informa que el Gobierno devuelve al Legislativo las facultades especiales otorgadas el año anterior tras la aplicación de Morazán en San Miguel. Finaliza solicitando la colaboración de los legisladores para remover obstáculos al desarrollo y bienestar de Honduras. |

### Batalla de Nacaome
Juan José Morales quien escribió el parte siguiente:
Comandancia General del Estado de Honduras — D. U. L.

 Cuartel General en Nacaome, octubre 24 de 1844.
Señor Ministro de Guerra del Supremo Gobierno del Estado de El Salvador:
Para conocimiento del Supremo Gobierno de ese Estado, tengo la honra de participar a U. el glorioso triunfo que han alcanzado el día de hoy contra las tropas enemigas del Estado de Nicaragua, que en número de un mil ciento y tantos hombres se presentaron el día de ayer, como a cuatro leguas de distancia de esta ciudad, y hoy, como a las ocho del día, se presentaron en acción contra las tropas de mi mando, compuestas de setecientos soldados.
El fuego que rompió el enemigo fue muy vivo a las orillas de esta ciudad y duró dos horas, en las cuales, no pudiendo ya sufrir el denuedo con que fueron batidos, huyeron vergonzosamente, dejando en el campo de batalla ciento cincuenta y dos muertos, que por lo pronto se han reconocido, dos prisioneros, ocho cargas de parque, dos banderas y algunas armas que se han reunido en el primer reconocimiento que se ha hecho en el campo. El resto de aquellos inquietadores es perseguido por número considerable de la división que tengo el honor de mandar.
Sírvase U., señor Ministro, manifestar a su Gobierno que tan luego como se explore el campo con la escrupulosidad que corresponde, tendré el placer de comunicarle, por el honroso conducto de U., el pormenor de la acción de este día, indicándole por último que, por nuestra parte, solo hemos tenido seis muertos y treinta y un heridos.
Esta ocasión me da el placer de renovarle a U. mis servicios antes ofrecidos, y que acepte el aprecio de su atento servidor,
Juan Morales.

Se me olvidaba manifestar a U. que el señor General Presidente de este Estado, que aún por las circunstancias permanece en esta ciudad, tuvo la gloria de dirigir la acción indicada, que tuvo el más feliz resultado.
| Fecha: 24 de octubre de 1844 Lugar: Cuartel General en Nacaome, Estado de Honduras Autor: Juan José Morales, Comandante General del Estado de Honduras Destinatario: Ministro de Guerra del Estado de El Salvador. Resumen: En esta carta dirigida al Ministro de Guerra de El Salvador, el Comandante General Juan José Morales informa sobre la victoria militar hondureña contra las fuerzas del Estado de Nicaragua. Detalla que el combate se libró cerca de Nacaome, donde 700 soldados hondureños enfrentaron a más de 1,100 nicaragüenses, derrotándolos tras dos horas de combate. El enemigo dejó 152 muertos, dos prisioneros, armamento y banderas, mientras que las bajas hondureñas fueron mínimas: seis muertos y treinta y un heridos. Morales resalta que la acción fue dirigida personalmente por el Presidente de Honduras, quien aún se encontraba en la ciudad, y promete enviar un informe más detallado tras una revisión completa del campo de batalla. |